# Udesrode
Udesrode ist eine Wüstung bei Annarode im Landkreis Mansfeld-Südharz in Sachsen-Anhalt, Deutschland. Sie liegt ca. 1 km nordöstlich der Kirche von Annarode am Beginn des sog. Kreuzbaches und ist vermutlich kurz nach dem Jahre 1400 eingegangen.

## Geschichte
Zur Gründung Udesrodes gibt es verschiedene Theorien. Teils wird vermutet, dass Udesrode, so wie Utenfelde, eine Gründung der Gräfin Oda geb. von Reinstein ist, der Gemahlin des Grafen Burchard III. von Mansfeld. Damit handelte es sich bei Udesrode um eine relativ späte Rodungssiedlung des 13. Jahrhunderts. Einer anderen Theorie nach ist Udesrode eine Gründung der Gräfin Oda von Sachsen, der Gemahlin des im Jahre 1038 in Wimmelburg beigesetzten Pfalzgrafen Siegfried.
Urkundlich erwähnt wird Udesrode u. a. im Jahre 1262 als Otisrode. Überliefert ist der Streit des Pfarrers im Dorf mit dem Klosterhof zu Sittichenbach um die geistliche Aufsicht der Bewohner des nahen Dippelsdorf (heute ebenfalls Wüstung), in dessen Verlauf der Pfarrer des Dorfes unterlag. Im Jahre 1400 wurde urkundlich überliefert, dass ein Odesrode im Banne Eislebens zwei Groschen Prokuratorgebühr abgab. Am 22. April 1477 wurde dann urkundlich erwähnt, dass Erzbischof Ernst den Grafen von Mansfeld mit dem Schloss Mansfeld und u. a. Udersrode und dem Gehölz dort belehnte.
Weitere urkundliche Erwähnungen stammen aus den Jahren 1480, als Graf Volrad von Mansfeld einen Heinrich Bauße zu Großörner mit dem Zehnten zu Udesrode belehnte. Letzte Erwähnungen stammen aus den Jahren 1523 als Uderßrode, 1609 als Udersrode und 1667 als Udesrode.
Nach dem Wüstfallen vermutlich nach dem Jahre 1400 ging die Dorfflur an Annarode. Unweit der alten Dorfstätte stehen heute kleinere Wasserbecken. Im Süden befindet sich heute die alte Steinmühle an der alten Heerstraße zwischen Annarode und Siebigerode (heute Bundesstraße 86).